# Denbury
Denbury es una localidad situada en el condado de Devon, en Inglaterra (Reino Unido). Según el censo de 2011, registró una población de 686 habitantes.
Ubicada en el centro de la península del Suroeste, cerca de la ciudad de Exeter y de la orilla del canal de la Mancha (océano Atlántico).